# Karel Brückner
Karel Brückner (Olomouc, Češka, 13. studenog 1939.) je umirovljeni češki nogometni trener te bivši nogometaš.

## Karijera

### Klupska karijera
Kao igrač, Brückner je nastupao za Sigmu iz rodnog Olomouca te Baník Ostravu.

### Trenerska karijera
Odmah nakon igračkog umirovljenja, Karel Brückner preuzima Sigmu u kojoj je proveo najveći dio igračke karijere. Zbog dobrih rezultata, 1985. mu je dodijeljena nagrada za čehoslovačkog trenera godine. Prvi značajniji rezultat ostvario je 1995. kada je s Inter Bratislavom osvojio slovački kup.
1998. je imenovan izbornikom mlade češke reprezentacije s kojom je na europskom U21 prvenstvu stigao do finala. Poslije tog uspjeha imenovan je izbornikom A selekcije s kojom se uspio kvalificirati na tri velika natjecanja (EURO 2004. i 2008. te Svjetsko prvenstvo 2006.). Zbog toga mu je od 2001. dodijeljeno pet uzastopnih nagrada za češkog trenera godine.
Prije početka EURA 2008., Brückner je na tiskovnoj konferenciji izjavio da će napustiti češku reprezentaciju završetkom tog turnira. Mnogi su tada pisali o njegovom umirovljenju ali Karel je u srpnju 2008. preuzeo Austriju kao zamjena Josefu Hickersbergeru. Nakon samo osam mjeseci vođenja, predsjednik austrijskog nogometnog saveza Leo Windtner je 2. ožujka 2009. otpustio Brücknera. Razlozi su bili razočaravajući rezultati u kvalifikacijama za Svjetsko prvenstvo 2010. Značajniji uspjeh bila je pobjeda od 3:1 nad Francuskom što je ujedno bio i jedini francuski poraz u kvalifikacijama.
Dva tjedna nakon otkaza, Karel Brückner je objavio trenersko povlačenje i odlazak u mirovinu.

## Osvojeni trofeji

### Trenerski trofeji
| Klub             | Trofej                   | Godina / sezona |
| Slovačka         | Slovačka                 | Slovačka        |
| ---------------- | ------------------------ | --------------- |
| Inter Bratislava | Slovački kup             | 1995.           |
| Češka            |                          |                 |
| Češka do 21      | Europsko prvenstvo do 21 | 2000.           |